# بيلي جي. ميلز
بيلي جي. ميلز (بالإنجليزية: Billy G. Mills)‏ هو قاضي أمريكي، ولد في 1929.